# 麥吉克里克 (加利福尼亞州)
麥吉克里克（英語：McGee Creek）是位於美國加利福尼亞州莫諾縣的一個人口普查指定地區。

## 地理
麥吉克里克的座標為37°34′22″N 118°47′28″W / 37.57278°N 118.79111°W，而該地最高點為海拔高度2354米（即7723英尺）。

## 人口
根據2010年美國人口普查的數據，麥吉克里克的面積為10.391平方千米，當中陸地面積為10.391平方千米，而水域面積為0.006平方千米。當地共有人口41人，而人口密度為每平方千米3人。